# تیگر ۱
پانتسرکمپف‌واگن ۶ (به آلمانی: Panzerkampfwagen VI) معروف به تایگر ۱ (به آلمانی: Tiger I)، یک تانک سنگین آلمانی در دوره جنگ جهانی دوم بود که از سال ۱۹۴۲ در جبهات آفریقا و اروپا معمولاً در گردان‌های مستقل تانک‌های سنگین به کار گرفته شد. تانک تایگر ۱ نخستین تانک آلمانی با توپ ۸۸میلیمتری KwK36 بود. مجموعاً ۱۳۴۷ دستگاه از این تانک بین ماه‌های اوت ۱۹۴۲ تا اوت ۱۹۴۴ تولید شد. ساخت این تانک در نهایت پس از اوت ۱۹۴۴ جای خود را به تانک پیشرفته تر تایگر ۲ داد، ولی تانک تایگر ۲ به دلیل غیرقابل اطمینان بودن، سختی و هزینه تولید، تعداد تولید پایین و دیر عرضه شدن به نیروهای مسلح، به هیچ وجه نتوانست جایگزین کامل تایگر ۱ باشد.

## طراحی و تولید
نام تایگر را فردیناند پورشه بر روی آن گذاشت و عدد رومی در نام آلمانی آن هم بعد از ساخت تانک تایگر ۲ بر روی این سری تانک افزوده شد. البته طراحی ناموفقی که فردیناند پورشه از تایگر ۱ کرد، با طرح نهایی اندکی متفاوت بود. در نهایت در رقابت شرکت‌های پورشه و هنشل، ورماخت طرح هنشل را مناسب تر دید و تانک تایگر ۱ توسط شرکت هنشل وارد خط تولید شد. به دلیل وجود دو نمونه اولیه از تایگر ۱، طرح ناموفق پورشه را «تایگر پی» و طرح نهایی تایگر ۱ هنشل را «تایگر ها» نامیدند. عمده تفاوت این دو نمونه در محل قرارگیری برجک و شکل آن بود که در تایگر پی متمایل به جلوی تانک قرار گرفته بود اما در اصلاحات بعدی بنا به درخواست فرماندهان و سفارش دهندگان، برجک دقیقاً به وسط بدنه انتقال یافت. تانک تایگری که پورشه طراحی کرد از یک موتور الکتریک-دیزل بهره می‌برد که نه تنها بسیار بیچیده بود بلکه به دلیل وجود توربین‌های مولد برق بسیار جاگیر و غیرقابل اطمینان بود و به راحتی آتش می‌گرفت.
نخستین مدل تانک تایگر ۱ موسوم به مدل ایی، از سیستم تعلیق مشابه تانک پنتر استفاده می‌کرد. این سیستم تعلیق شامل ۸ چرخ جاده بزرگ هم‌پوشان در هر طرف بر روی تعلیق میله پیچشی دوگانه می‌شد. چرخ زنجیر در جلو و هرزگرد در عقب قرار داشت. بدنه تا روی شنی‌ها کشیده شده بود تا فضا برای حلقه پهن و برجک نعلی‌شکل آن فراهم شود. یک توپ کالیبر ۸۸ میلی‌میتری KwK36 L/56 و یک مسلسل هم‌محور ام‌گه ۳۴ در این برجک قرار داشت. مجموعاً ۹۲ گلوله برای توپ حمل می‌شد.
تولیدات اولیه از توان اندکی برخوردار بودند. از این رو از ماه مارس سال ۱۹۴۳ موتور ۶۰۰ اسب بخاری با موتور ۷۰۰ اسب بخاری مورد استفاده در تانک پنتر، جایگزین گشت. تعداد دیگری از جزئیات در هنگام تولید بهبود یافت. از آن جمله می‌توان تعبیه یک دریچه فرار در سمت راست برجک و جایگزینی کلاهک دارای چشمی فرمانده با نمونه دارای پریسکوپ اشاره نمود.
مجموعاً ۸۱ دستگاه از تانک تایگر ۱ به عنوان خودروی فرماندهی تولید شد. در این مدل ذخیره مهمات به ۶۶ گلوله کاهش یافت تا جا برای دستگاه رادیو باز شود.

## ویژگی‌ها
درحالی که تایگر ۱ تانک بی نظیری در دوره خود به نظر می‌رسید، اما در واقع بیش‌مهندسی‌شده (بیش از حد پیچیده) و دارای مواد گران‌قیمت و نیازمند ساعت‌ها کار فشرده بود. این تانک در معرض انواع خاصی از خرابی در قسمت شنی خود بود و مصرف سوخت بالایی داشت که باعث می‌شد برد آن کاهش یابد. تایگر ۱ از منظر مکانیکی قابل اعتماد اما دارای هزینه نگهداری بالایی بود. همچنین جابجا شدن آن دشوار و هنگام یخ زدن گل، یخ و برف بین زنجیر و چرخ‌های روی هم رفته و در هم تنیده آن خطر از حرکت افتادن وجود داشت که این مسئله در راه‌های گلی فصل بارندگی و زمستان‌های سرد جبهه شرقی مشکل بزرگی برای آلمانی‌ها به حساب می‌آمد.

## دستگاه‌های باقیمانده
تنها تعداد انگشت شماری از این تانک باقی مانده‌است که در موزه‌ها و نمایشگاه‌ها به نمایش داده می‌شود. تایگر مدل ۱۳۱ که در موزهٔ بووینگتن بریتانیا نگهداری می‌شود، تنها مدلی است که بازیابی شده و می‌تواند حرکت کند.

## مشخصات فنی
| وزن (تن) | ابعاد (م‌م) | ابعاد (م‌م) | ابعاد (م‌م) | زره (م‌م) | زره (م‌م) | توان (اسب بخار) | سرعت در جاده (کیلومتر بر ساعت) |
| وزن (تن) | طول        | عرض        | ارتفاع     | جلو      | اطراف    | توان (اسب بخار) | سرعت در جاده (کیلومتر بر ساعت) |
| -------- | ---------- | ---------- | ---------- | -------- | -------- | --------------- | ------------------------------ |
| ۵۷       | ۸٫۴۵       | ۳٫۷        | ۲٫۹۳       | ۱۰۰      | ۸۰       | ۶۵۰             | ۳۸                             |